# Molise spumante
Il Molise spumante è stato un vino DOC la cui produzione era consentita nelle province di Campobasso e Isernia.
Questa tipologia di vino era inclusa nel disciplinare originario del Molise pubblicato in Gazzetta Ufficiale il 2 giugno 1998, ma non è più presente a quanto risulta alla versione aggiornata al 2013.

## Caratteristiche organolettiche
- colore: bianco paglierino, più o meno intenso, a volte dorato
- odore: caratteristico, armonico
- sapore: armonico, caratteristico